# Форсированная мощность
Форсированная мощность (от англ. Force — усиливать) — повышенная мощность теплового двигателя по сравнению с его номинальной мощностью.

## Сущность

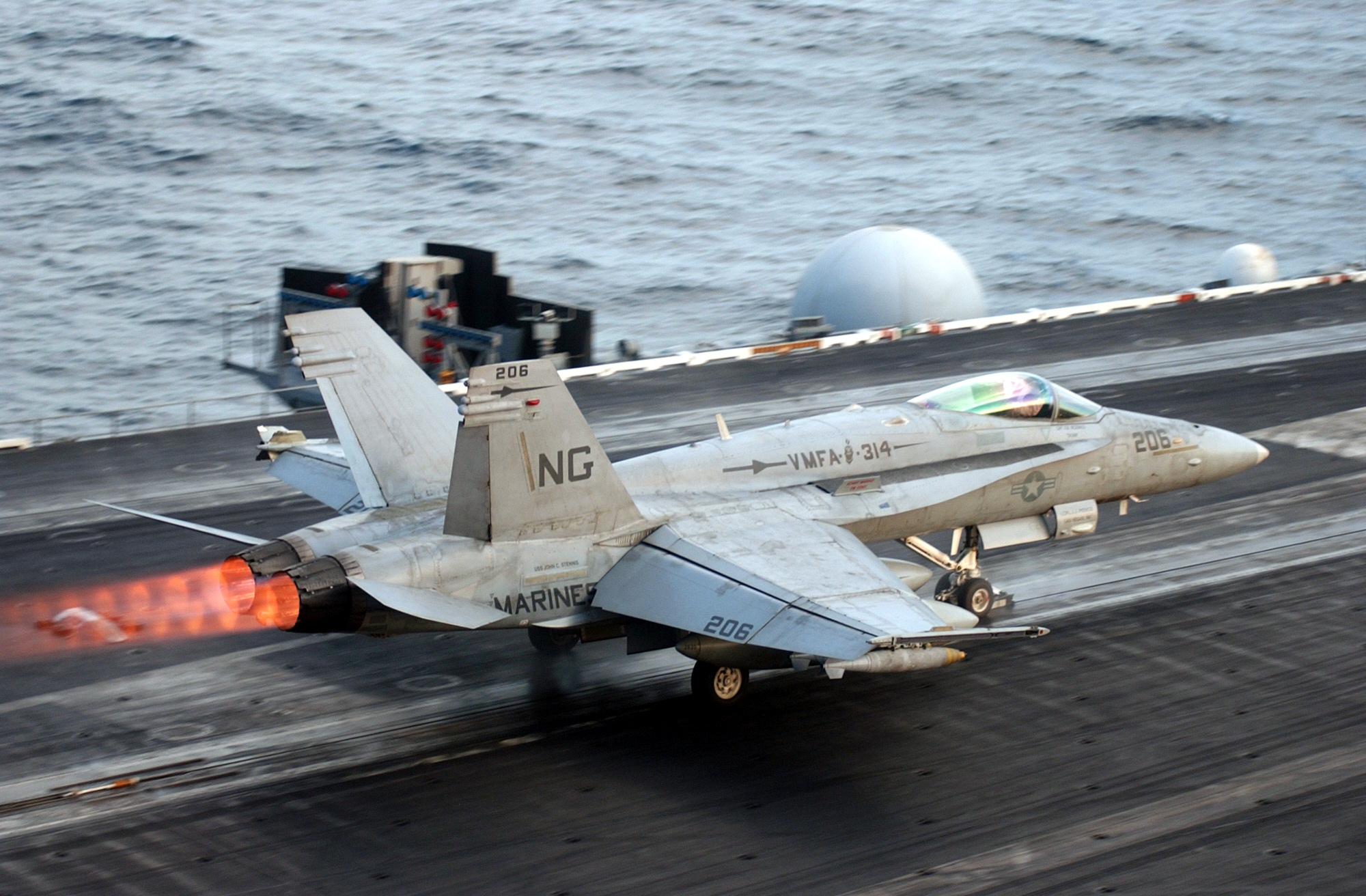
При работе двигателя на форсаже в сопле видно устойчивое пламя

Форсированная мощность применяется для преодоления больших кратковременных нагрузок и развивается двигателем за счёт повышения интенсивности теплового процесса (увеличения расхода топлива и воздуха, сжигания дополнительного топлива, применения топлива с более высоким октановым числом и др.).
Применительно к авиационным двигателям видами форсированной мощности являются взлётная мощность для сокращения длины разбега, максимальная или чрезвычайная мощность для кратковременного увеличения скорости или продолжения полёта при отказе одного двигателя и т. д. У турбореактивных двигателей сверхзвуковых самолётов зачастую есть режим форсажа, который является не особым режимом работы газотурбинной части двигателя, а для его реализации за турбиной двигателя устанавливается форсажная камера (ФК). В ФК сжигается дополнительное топливо, сжигание которого в камере сгорания двигателя привело бы к недопустимому росту температуры газа на турбине и разрушению турбины. Форсажной камерой оборудованы двигатели РД-33 и АЛ-31Ф истребителей МиГ-29 и Су-27 соответственно, НК-25 и НК-32 бомбардировщиков Ту-22М и Ту-160 и др.
Форсированная мощность характеризуется повышенными температурными и механическими напряжениями в деталях двигателей, вследствие чего пользование ей допускается кратковременно (минуты и их доли). Общая длительность форсированной мощности как правило не должна превосходить 10 % от общего ресурса двигателя.